# Tiridat II.
Tiridat II. Partski, veliki kralj Partskega cesarstva iz Arsakidske dinastije, ki je vladal približno od leta 32 pr. n. št. do 30  pr. n. št. in 27 pr. n. št. do 25  pr. n. št., * ni znano, † ni znano.

## Zgodovina
Ko je partski kralj Fraat IV. sprožil vojno z Avgustom, Mark Antonij ni več mogel obdržati vsega svojega osvojenega ozemlja. Fraat IV. je kmalu ponovno osvojil Atropateno in izgnal Artavazdovega sina Artaksa v Armenijo. 

### Prvo vladanje
Fraatova številna okrutna dejanja so tako razjezila njegove podložnike, da so ga okoli leta 32 pr. n. št.  izgnali in na partski prestol postavili Tiridata II..  Fraat se je kmalu vrnil z vojsko Skitov in znova prevzel oblast v Partiji, Tiridat II. pa je pobegnil v Sirijo in tam ostal z Avgustovim dovoljenjem, njegove podpore pa ni dobil. Rimljani so upali, da bo Avgustu uspelo maščevati poraz Marka Licinija Krasa v bitki pri Kari. Avgust je namesto maščevanja sklenil s Fraatom IV. mirovni sporazum, s katerim mu je Fraat vrnil vojne ujetnike in izgubljene legijske prapore in priznal Armenijo za rimsko vazalno državo. Tiridat je s seboj odpeljal enega od Fraatovih sinov. 

### Drugo vladanje
V naslednjih letih se je Tiridat vrnil v Partsko cesarstvo. Leta 27 pr. n. št. je ponovno prišel  na prestol in zasedel dele Mezopotamije. Njegovih je nekaj kovancev z napisom "Arsaces Philoromaios" - Arsak, prijatelj Rimljanov,  ki so jih marca in maja 26 pr. n. št.  skovali v Babiloniji. Na reverzu je podoba na prestolu sedečega Tiridata in podoba boginje Tihe, ki mu ponuja palmino vejico. 
Tiridata so leta 25 pr. n. št. ponovno vrgli s prestola. Fraatovega sina je odpeljal v Španijo in ga predal Avgustu za talca. Avgust je sina brez odkupnine vrnil Fraatu. Pobeglega Tiridata mu ni hotel vrniti, pač pa mu je obljubil, da ga ne bo več podpiral. 
| Tiridat II. Arsakidska dinastijaRojen: ni znano Umrl: ni znano |                                                                |                      |
| Predhodnik: Fraat IV.                                          | Veliki kralj Partskega cesarstva 32 pr. n. št. – 30 pr. n. št. | Naslednik: Fraat IV. |
| Predhodnik: Fraat IV.                                          | Veliki kralj Partskega cesarstva 27 pr. n. št. – 25 pr. n. št. | Naslednik: Fraat IV. |